# مديرية فرع العدين

تعديل مصدري - تعديل

مديرية فرع العدين «مذحج» إحدى مديريات محافظة إب في وسط اليمن. بلغ عدد سكانها 89011 نسمة عام 2004.

## الموقع
تتبع مديرية فرع العدين -إدارياً- محافظة إب، إذ تقع في الجزء الجنوبي الغربي منها، وتحديداً في المثلث الذي يربط إب وتعز والحديدة، تجاور هذه المديرية حدودياً مديريات مقبنة وجبل راس وشرعب الرونة وشرعب السلام وحزم العدين. وتتكون من 8 عزل : المزاحن - الاهمول - المسيل - العاقبة - الوزيره - بني يوسف - بني أحمد الثلث - الأخماس . وعلى الرغم من كونها تعد من المناطق النائية والمحرومة إلاّ انها تشهد حالياً تنفيذ عدد من المشاريع التنموية في مختلف المجالات.